# Паспорт громадянина Словенії
Паспорт громадянина Словенії  — документ, що видається громадянам Словенії для здійснення поїздок за кордон. Кожен словенський громадянин також є громадянином Європейського Союзу. Паспорт разом з національним посвідченням дозволяє вільно володіти правами на пересування та проживання в будь-якій з держав Європейського Союзу та Європейського економічного простору.
Словенська ідентифікаційна картка дійсна також для подорожей до інших колишніх югославських республік: Боснії та Герцеговини, Македонії, Чорногорії, Сербії.

## Зовнішній вигляд
Паспорти Словенії є такими ж бургундськими кольорами, як і інші європейські паспорти, з словенським гербом, прикрашеним в центрі передньої обкладинки. Над гербом надписуються слова EVROPSKA UNIJA (Європейський Союз) та REPUBLIKA SLOVENIJA (Республіка Словенія), а внизу розташоване слово POTNI LIST (паспорт). Паспорти, випущені в офіційно двомовних областях Словенії, також мають італійський або угорський текст нижче словенського. Це UNIONE EUROPEA, REPUBBLICA DI SLOVENIA та PASSAPORTO італійською мовою, EURÓPAI UNIÓ, SZLOVÉN KÖZTÁRSASÁG та ÚTLEVÉL угорською мовою. Словенські паспорти мають стандартний біометричний символ внизу та використовують стандартний дизайн ЄС.

## Візові вимоги для громадян Словенії
Станом на 2017 рік громадяни Словенії мають можливість відвідувати без візи в цілому 149 держав і територій. Згідно з Індексом обмежень візового режиму, паспорт став 9-м у світі.